# Westhoughton

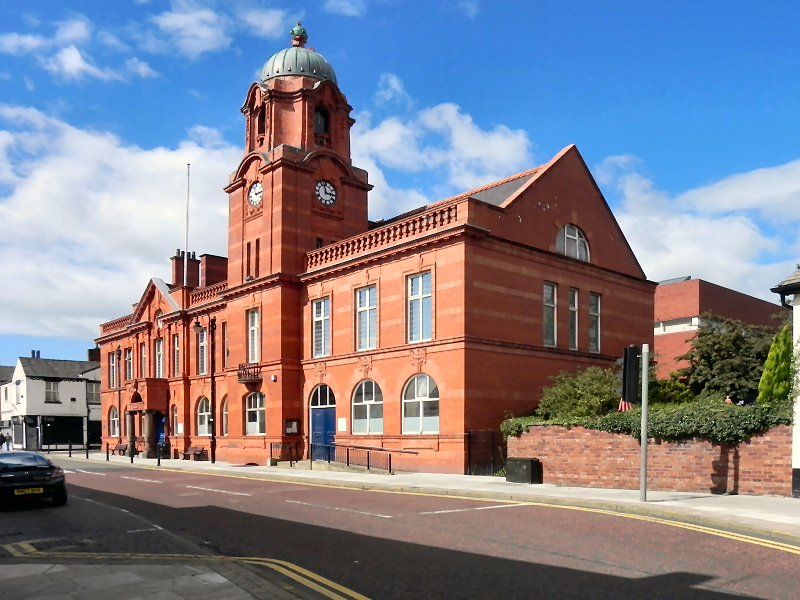
Westhoughton Town Hall, Market Street, Westhoughton (2010)

Westhoughton ist eine Stadt in Greater Manchester, im Nordwesten von England. Die Stadt zählt etwa 24.000 Einwohner.

## Geografie
Die Stadt Westhoughton liegt im Westen der City-Region Manchesters, etwa 16 Kilometer von der Stadtmitte entfernt. Sie wird durch die Metropolitan Borough of Bolton verwaltet.

## Geschichte

### Pretoria Pit Disaster
Am 21. Dezember 1910 kamen bei einer Schlagwetterexplosion 344 Bergleute ums Leben. Dieses Ereignis war das zweitschlimmste Grubenunglück Englands.

## Verkehr

### Bahnhöfe
- Westhoughton (nördliche Stadtmitte)
- Daisy Hill (südliche Stadtmitte)

## Söhne und Töchter der Stadt
- Robert Shaw (1927–1978), Schauspieler, Schriftsteller
- Francis Lee (1944–2023), Fußballspieler
- Maxine Peake (* 1974), Film- und Theaterschauspielerin